# Artolsheim
Artolsheim (prononcé \aʁ.tɔls.(h)ajm\ et non \aʁ.tɔl.ʃajm\) est une commune française située dans la circonscription administrative du Bas-Rhin et, depuis le 1er janvier 2021, dans le territoire de la Collectivité européenne d'Alsace, en région Grand Est.

## Géographie

### Localisation
Artolsheim est un village du Grand Ried qui se trouve dans la région historique et culturelle d'Alsace, à environ 12 km de la ville de Sélestat. Elle est limitrophe de l'Allemagne dont elle est séparée par le lit du Rhin
La commune fait partie de l'aire d'attraction de Marckolsheim et de son bassin de vie, ainsi que de la zone d'emploi de Sélestat
Artolsheim a la particularité d'être la commune la plus éloignée de la mer de toute la France à vol d'oiseau, la commune se trouve à 430 km du golfe de Gênes et de l'embouchure de l'Escaut, aucune de ces deux côtes ne se situe sur le territoire français.

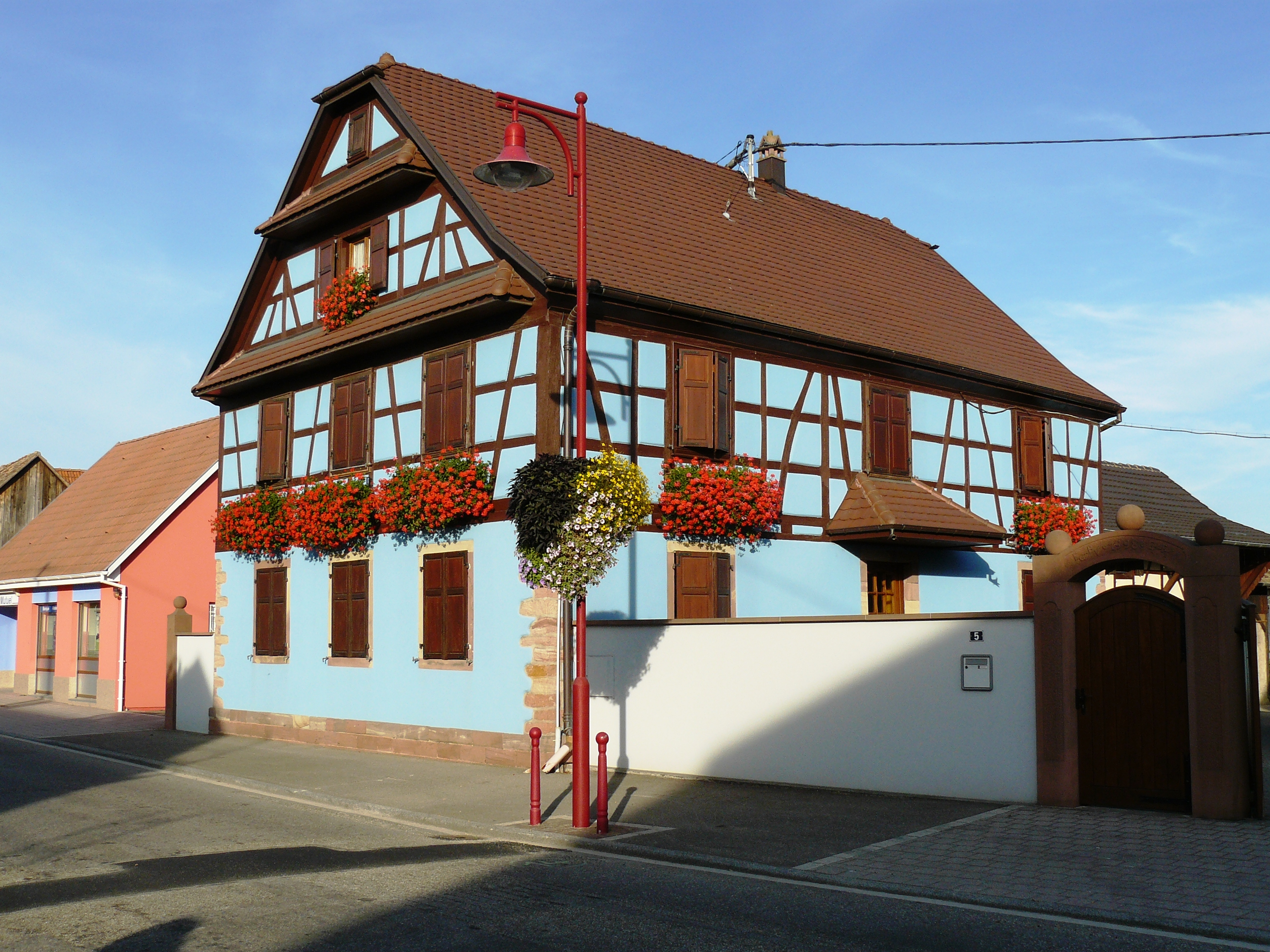
Maison à colombages.
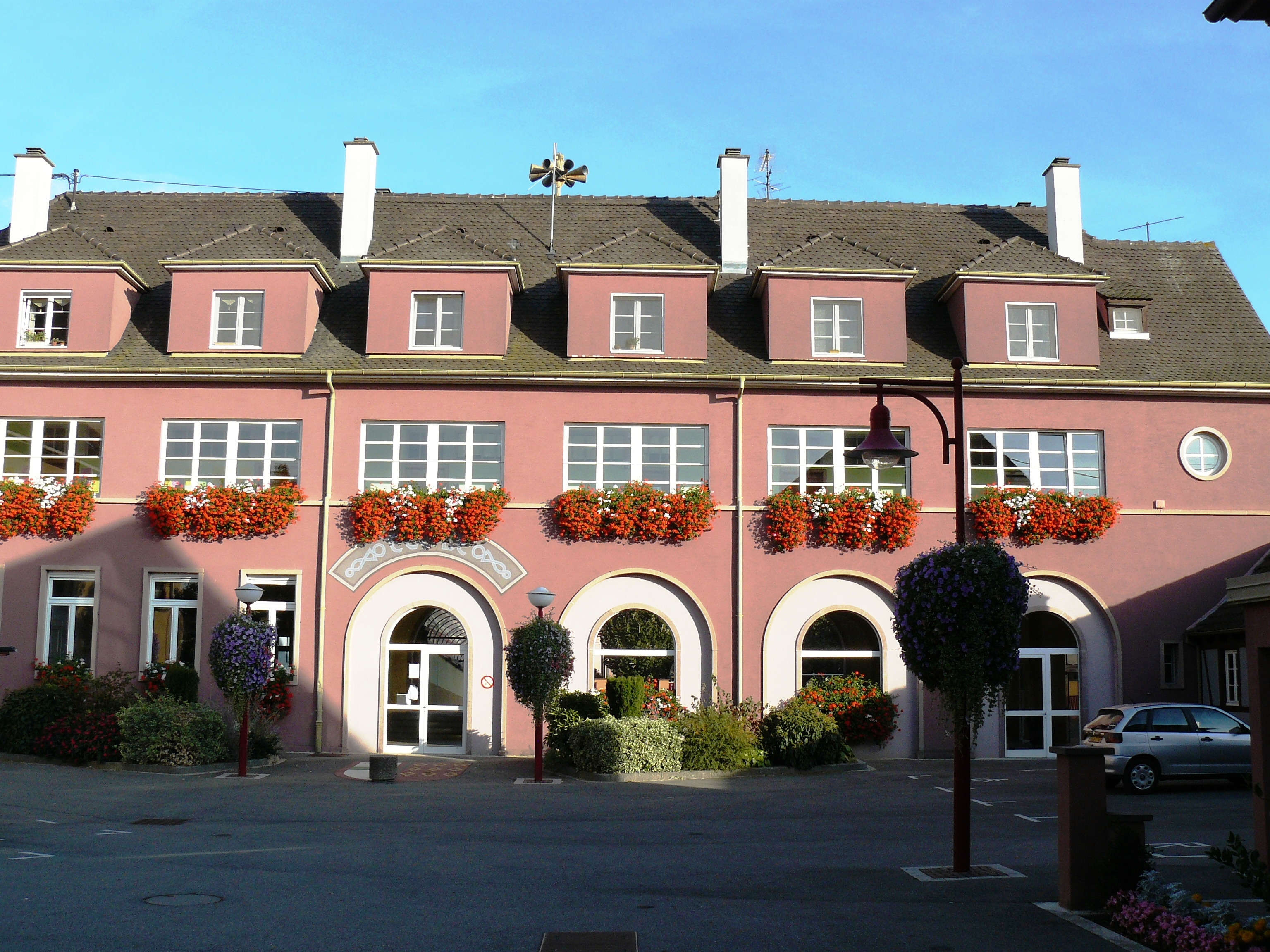
École d'Artolsheim.

### Communes limitrophes
Les communes limitrophes sont Bœsenbiesen, Bootzheim, Hessenheim, Mackenheim, Richtolsheim, Schœnau, Schwobsheim, Weisweil et Wyhl am Kaiserstuhl.
| Schwobsheim | Richtolsheim | Schœnau                          |
| Bœsenbiesen | Artolsheim   | Weisweil ( Allemagne)            |
| Hessenheim  | Mackenheim   | Wyhl am Kaiserstuhl ( Allemagne) |

### Géologie et relief
La superficie de la commune est de 11,25 km2 ; son altitude varie de 168  à   174 mètres.

### Hydrographie

#### Réseau hydrographique
La commune est dans le bassin versant du Rhin au sein du bassin Rhin-Meuse. Elle est drainée par le canal du Rhone au Rhin, le Rhin, le ruisseau le Muhlbach de Schoenau, le ruisseau l'Ischert et le ruisseau le Saulach,.
Le village puise son eau de la nappe phréatique rhénane, la nappe phréatique la plus importante d'Europe.
Le canal du Rhône au Rhin, d'une longueur de 133 km, relie la Saône, affluent navigable du Rhône, au Rhin, par la vallée du Doubs et son prolongement en Haute Alsace jusqu'à Niffer sur le Rhin, un autre prolongement rejoignant Strasbourg par la canalisation de l'Ill.
Le Rhin, long de 1 233 km est le plus long fleuve se déversant dans la mer du Nord et de l'une des voies navigables les plus fréquentées du monde. Il traverse la Suisse, l'Autriche, l'Allemagne et les Pays-Bas et marque la frontière entre l'Allemagne et la France.
Le Muhlbach de Schoenau, d'une longueur de 31 km, prend sa source dans la commune de Biesheim et se jette dans la canal d'alimentation du Bassin de Plobsheim à Sundhouse, après avoir traversé dix communes.
L'Ischert, d'une longueur de 26 km, prend sa source dans la commune de Artzenheim et se jette dans la canal d'alimentation du Bassin de Plobsheim à Diebolsheim, après avoir traversé onze communes.

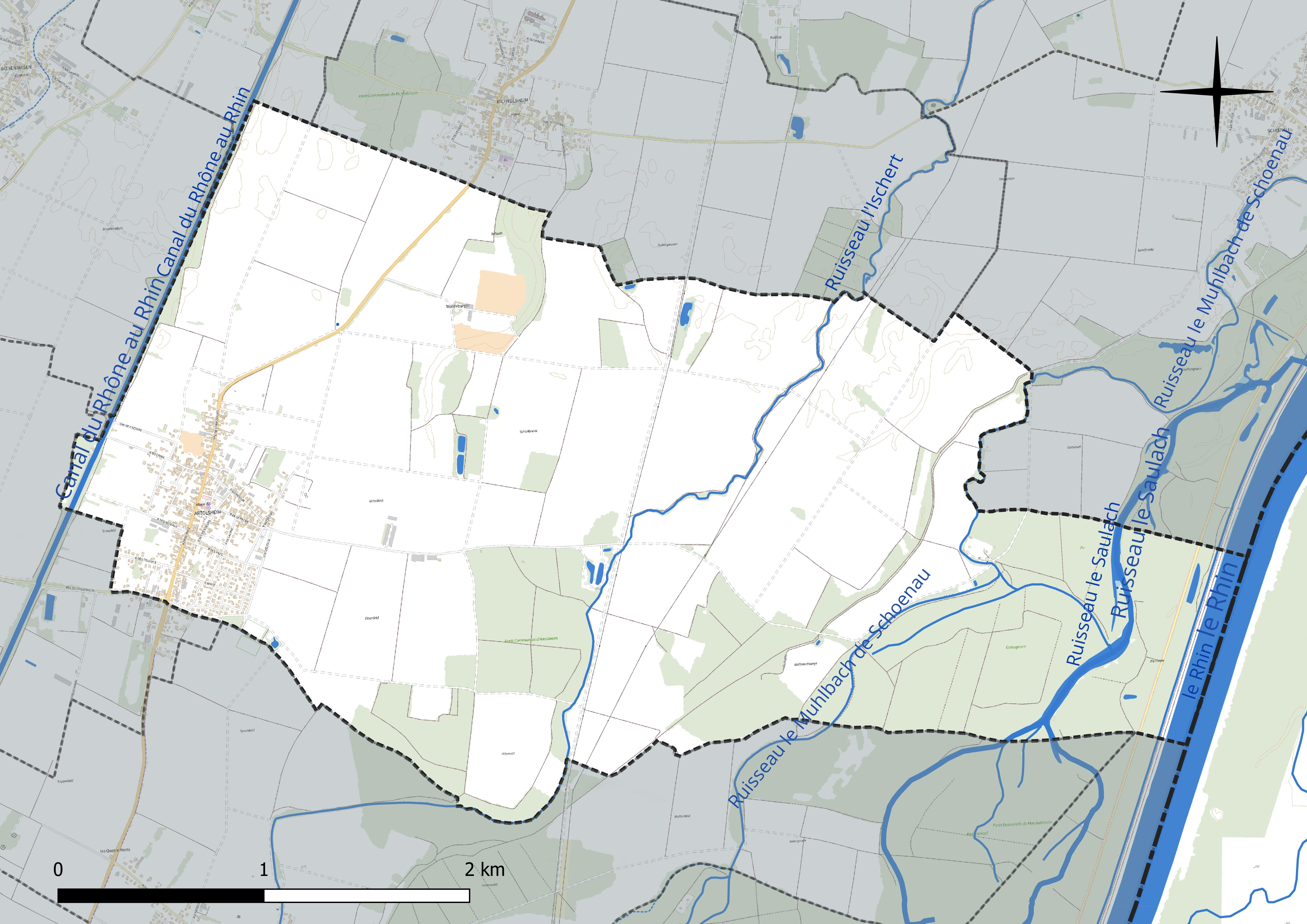
Réseau hydrographique d'Artolsheim.

La commune compte plusieurs étangs et gravières un peu partout dans la forêt, ces étangs sont gérés par l'APPMA d'Artolsheim (Association de pêche et de protection du milieu aquatique d'Artolsheim).

#### Gestion et qualité des eaux
Le territoire communal est couvert par le schéma d'aménagement et de gestion des eaux (SAGE) « Ill Nappe Rhin ». Ce document de planification concerne la nappe phréatique rhénane, les cours d'eau de la plaine d'Alsace et du piémont oriental du Sundgau, les canaux situés entre l'Ill et le Rhin et les zones humides de la plaine d'Alsace. Il s’étend sur 3 596 km2. Il a été approuvé le 17 janvier 2005. La structure porteuse de l'élaboration et de la mise en œuvre est la région Grand Est.
La qualité des cours d’eau peut être consultée sur un site dédié géré par les agences de l’eau et l’Agence française pour la biodiversité.

### Climat
Pour des articles plus généraux, voir Climat du Grand Est et Climat du Bas-Rhin.
En 2010, le climat de la commune est de type climat océanique altéré, selon une étude du Centre national de la recherche scientifique s'appuyant sur une série de données couvrant la période 1971-2000. En 2020, Météo-France publie une typologie des climats de la France métropolitaine dans laquelle la commune est exposée à un climat semi-continental et est dans la région climatique Alsace, caractérisée par une pluviométrie faible, particulièrement en automne et en hiver, un été chaud et bien ensoleillé, une humidité de l’air basse au printemps et en été, des vents faibles et des brouillards fréquents en automne (25 à 30 jours).
Pour la période 1971-2000, la température annuelle moyenne est de 10,5 °C, avec une amplitude thermique annuelle de 17,8 °C. Le cumul annuel moyen de précipitations est de 590 mm, avec 7,6 jours de précipitations en janvier et 9,1 jours en juillet. Pour la période 1991-2020, la température moyenne annuelle observée sur la station météorologique de Météo-France la plus proche, « Selestat Sa », sur la commune de Sélestat à 10 km à vol d'oiseau, est de 11,4 °C et le cumul annuel moyen de précipitations est de 621,1 mm.
La température maximale relevée sur cette station est de 39,3 °C, atteinte le 13 août 2003 ; la température minimale est de −17 °C, atteinte le 20 décembre 2009,,.
Les paramètres climatiques de la commune ont été estimés pour le milieu du siècle (2041-2070) selon différents scénarios d'émission de gaz à effet de serre à partir des nouvelles projections climatiques de référence DRIAS-2020. Ils sont consultables sur un site dédié publié par Météo-France en novembre 2022.

## Urbanisme

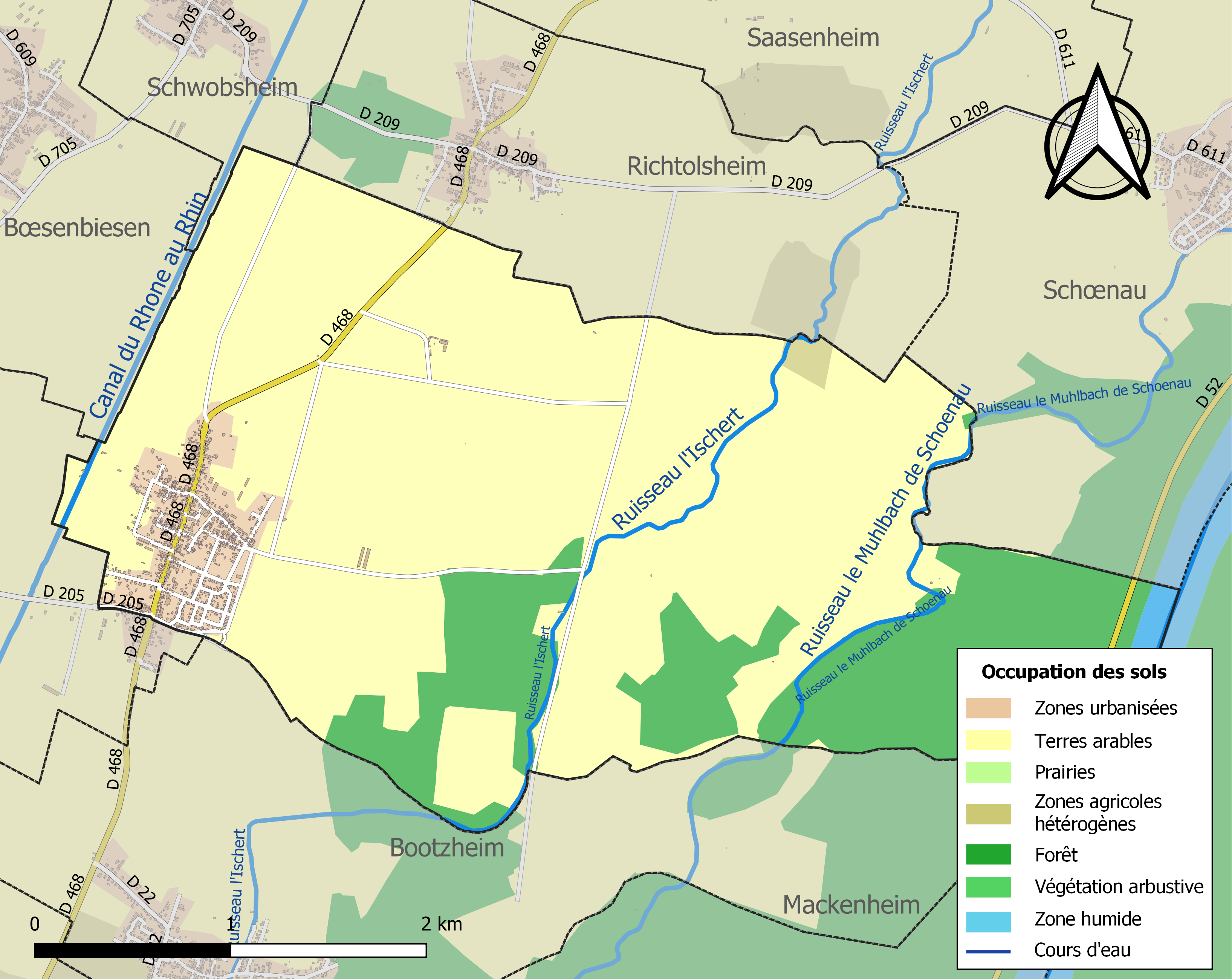
Carte des infrastructures et de l'occupation des sols de la commune en 2018 (CLC).

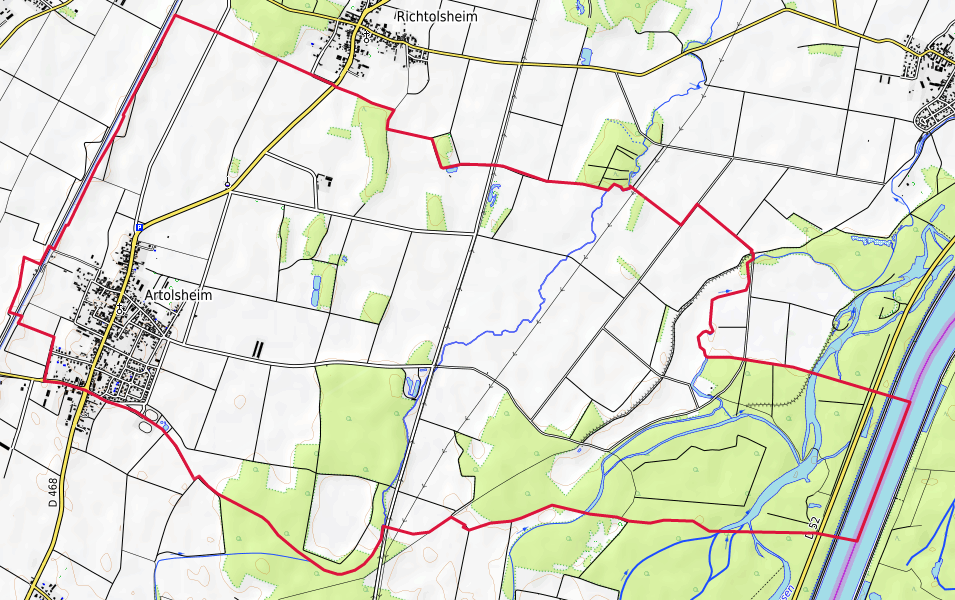
Carte topographique de la commune en 2021.

### Typologie
Au 1er janvier 2024, Artolsheim est catégorisée bourg rural, selon la nouvelle grille communale de densité à sept niveaux définie par l'Insee en 2022.
Elle est située hors unité urbaine. Par ailleurs la commune fait partie de l'aire d'attraction de Marckolsheim, dont elle est une commune du pôle principal,. Cette aire, qui regroupe 4 communes, est catégorisée dans les aires de moins de 50 000 habitants,.

### Occupation des sols
L'occupation des sols de la commune, telle qu'elle ressort de la base de données européenne d’occupation biophysique des sols Corine Land Cover (CLC), est marquée par l'importance des territoires agricoles (71,5 % en 2018), en diminution par rapport à 1990 (72,4 %). La répartition détaillée en 2018 est la suivante : 
terres arables (71 %), forêts (22,4 %), zones urbanisées (5 %), eaux continentales (1,2 %), zones agricoles hétérogènes (0,4 %). L'évolution de l’occupation des sols de la commune et de ses infrastructures peut être observée sur les différentes représentations cartographiques du territoire : la carte de Cassini (XVIIIe siècle), la carte d'état-major (1820-1866) et les cartes ou photos aériennes de l'IGN pour la période actuelle (1950 à aujourd'hui).

### Habitat et logement
En 2020, le nombre total de logements dans la commune était de 445, alors qu'il était de 423 en 2015 et de 380 en 2010.
Parmi ces logements, 87,9 % étaient des résidences principales, 4,3 % des résidences secondaires et 7,9 % des logements vacants. Ces logements étaient pour 87,2 % d'entre eux des maisons individuelles et pour 12,8 % des appartements.
Le tableau ci-dessous présente la typologie des logements à Artolsheim en 2020 en comparaison avec celle du Bas-Rhin et de la France entière. Une caractéristique marquante du parc de logements est ainsi une proportion de résidences secondaires et logements occasionnels (4,3 %) supérieure à celle du département (3,3 %) mais inférieure à celle de la France entière (9,7 %).
| Typologie                                               | Artolsheim | Bas-Rhin | France entière |
| ------------------------------------------------------- | ---------- | -------- | -------------- |
| Résidences principales (en %)                           | 87,9       | 88,8     | 82,1           |
| Résidences secondaires et logements occasionnels (en %) | 4,3        | 3,3      | 9,7            |
| Logements vacants (en %)                                | 7,9        | 7,9      | 8,2            |

### Voies de communication et transports
Le village est traversé principalement par la route départementale no 468 qui relie le nord au sud de l'Alsace, et par la route départementale N° 205 qui relie Artolsheim à Sélestat. À environ 15 km du village se trouve la A35 qui relie Bâle à Strasbourg.
Une piste cyclable est réalisée par l’intercommunalité en 2024 pour relier la commune à Richtolsheim.

## Toponymie
L’orthographe a plusieurs fois changé au cours des siècles. Ainsi en 1270 on trouve Artolsvesheim, en 1731 Artolzheim et plus tard Artolsheim.

## Histoire

### Antiquité
On trouve dans la périphérie du village des restes d'une voie romaine.

### Moyen Âge
Ce village essentiellement agricole est étroitement lié avec celle de l'abbaye d'Ebersmunster. Dès le Xe siècle une église est édifiée dans le bourg. L'abbaye est également propriétaire d'une cour domaniale avant le XIIe siècle. L'évêché de Strasbourg administre le village, qu'il cède ensuite en fief à la famille noble des Rathsamhausen. Il passe ensuite à la famille des Rohan-Soubise qui le garde jusqu'à la Révolution française. La chapelle de la croix fut longtemps un pèlerinage très fréquenté. Sur le territoire communal était situé avant le XIVe siècle le village de Borenheim ou Birenheim décimé par la peste et autres calamités.

### Temps modernes
Artolsheim est dévastée pendant la guerre de Trente Ans.

### Époque contemporaine

#### Village occupé lors de la Première Guerre mondiale

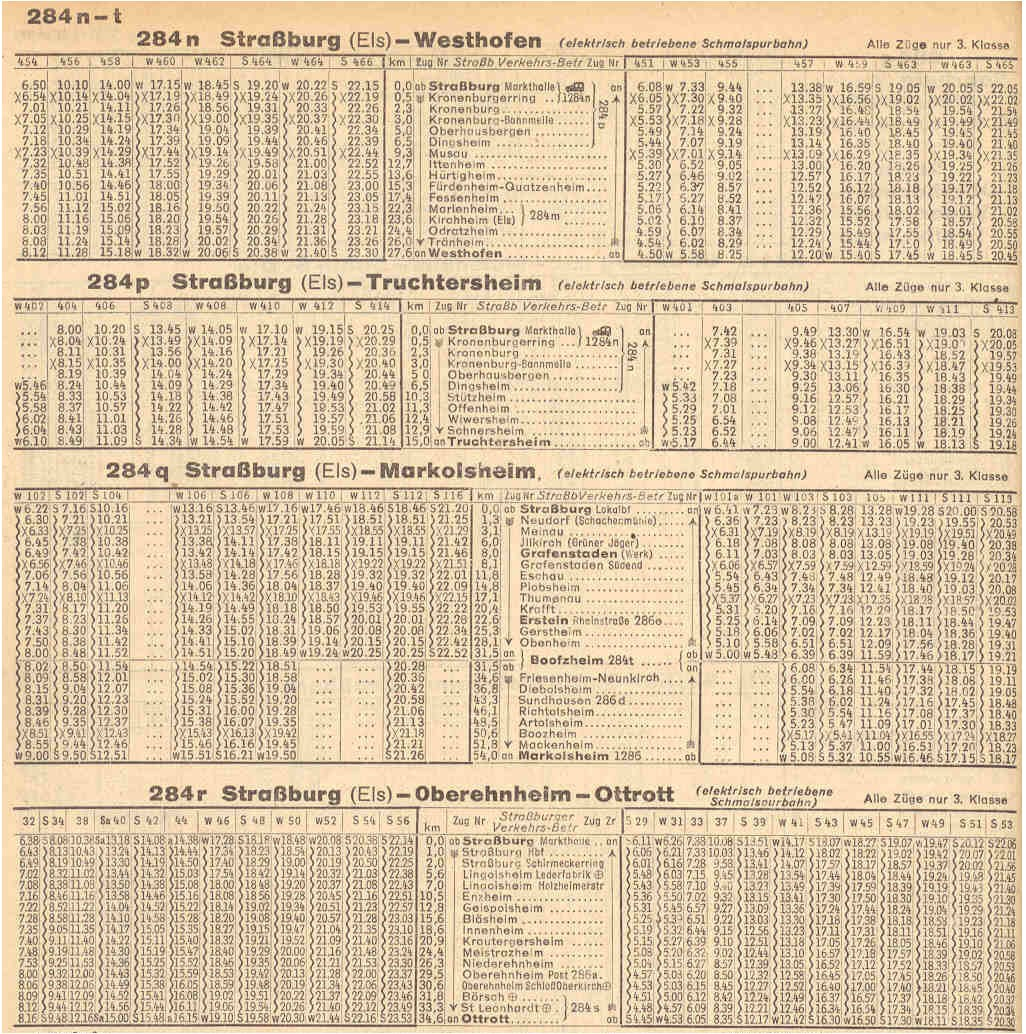
Horaires du réseau suburbain de Strasbourg en 1944.

En 1886, la Compagnie des tramways strasbourgeois crée une ligne de tramways suburbains à vapeur et voie métrique entre Strasbourg et Marckolsheim, avec une station à Artolsheim, qui est desservie jusqu'en 1944.
En 1918, un état-major allemand s'installe dans le village lors de la retraite des troupes.

#### Seconde Guerre mondiale
L'ensemble de la population est évacué en Dordogne en 1939. La commune est prise en étau par l'offensive allemande de la bataille de France en juin 1940.
Dans la nuit du 15 mars 1944, un bombardier lourd de la Royal Air Force type Lancaster explose, les sept membres d'équipage meurt. Le mémorial d’Artolsheim, inauguré  pour les 70 ans du crash, en 2014, rappelle cette catastrophe

## Politique et administration

### Rattachements administratifs et électoraux

#### Rattachements administratifs
La commune se trouve depuis 1974 dans l'arrondissement de Sélestat-Erstein du département du Bas-Rhin, qui, fusionné avec le Haut-Rhin, forme depuis 2021 la Collectivité européenne d'Alsace.
Elle faisait partie depuis 1793 du canton de Marckolsheim. Dans le cadre du redécoupage cantonal de 2014 en France, cette circonscription administrative territoriale a disparu, et le canton n'est plus qu'une circonscription électorale.

#### Rattachements électoraux
Pour les élections départementales, la commune fait partie depuis 2014 du canton de Sélestat
Pour l'élection des députés, elle fait partie de la cinquième circonscription du Bas-Rhin.

### Intercommunalité
Artolsheim était membre de la communauté de communes de Marckolsheim et environs, un établissement public de coopération intercommunale (EPCI) à fiscalité propre créé en 1993 et auquel la commune avait transféré un certain nombre de ses compétences, dans les conditions déterminées par le code général des collectivités territoriales.
Conformément aux prescriptions de la loi de réforme des collectivités territoriales du 16 décembre 2010, qui a prévu le renforcement et la simplification des intercommunalités et la constitution de structures intercommunales de grande taille, cette intercommunalité a fusionné avec sa voisine pour former, le 1er janvier 2012, la communauté de communes du Ried de Marckolsheim, dont est désormais membre la commune

### Liste des maires

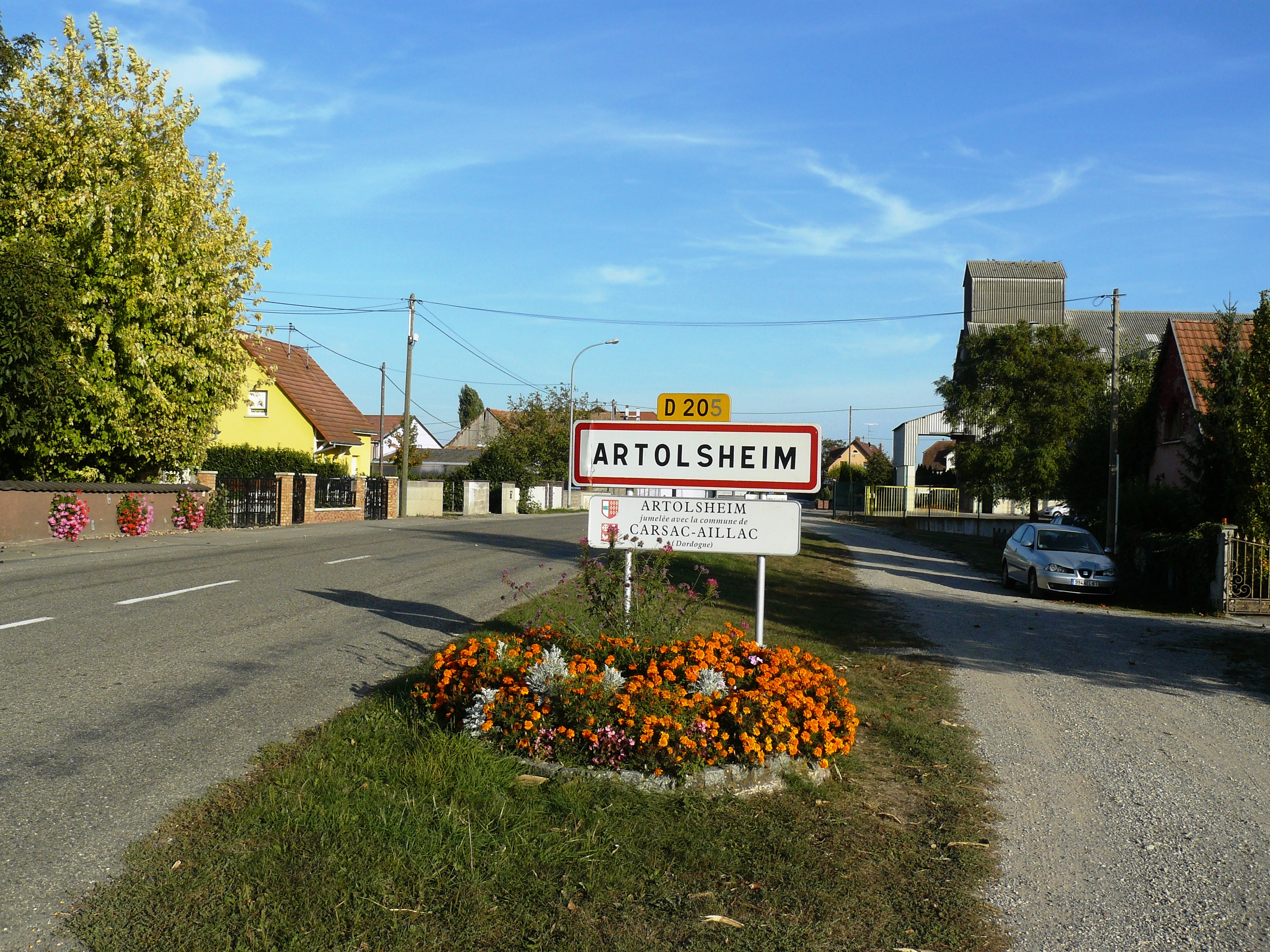
Panneaux d'entrée de ville et de jumelage.

| Période                                  | Période                    | Identité             | Étiquette       | Qualité |
| ---------------------------------------- | -------------------------- | -------------------- | --------------- | --- |
| Les données manquantes sont à compléter. |                            |                      |                 | |
|                                          |                            |                      |                 | |
| 1983                                     | mars 1989                  | Louis Rudloff        | CD puis UDF-CDS | Exploitant agricole Conseiller général de Marckolsheim (1976 → 2001) Vice président du conseil général du Bas-Rhin (1992 → 1995) Président de la SILOSTRA (1979 → 1989) président de la SAFER d’Alsace (1971 → 1995) Président de la FRSEA d’Alsace (1987 → 1994) Président de l’Association européenne des institutions d’aménagement rural (1983 à 1995) Officier dans l’Ordre du Mérite agricole |
| mars 1989                                | mars 2001                  | Roger Huber          |                 | Entrepreneur de construction |
| mars 2001                                | août 2018                  | Bernard Schultz      |                 | Retraité Vice-président de la CC du Ried de Marckolsheim Mort en fonction |
| octobre 2018                             | avril 2023                 | Mme Dominique Martin |                 | Profession libérale Morte en fonction |
| juin 2023,                               | En cours (au 25 mars 2024) | Jean-Michel Voegeli  |                 | Ouvrier qualifié de type industriel |

### Jumelages
- Carsac-Aillac (France)[32].

## Équipements et services publics

### Enseignement
La commune compte une école maternelle et une école primaire, qui scolarisent 90 élèves en 2023

## Population et société
Les habitants sont nommés les Artolsheimois.

### Démographie
L'évolution du nombre d'habitants est connue à travers les recensements de la population effectués dans la commune depuis 1793. Pour les communes de moins de 10 000 habitants, une enquête de recensement portant sur toute la population est réalisée tous les cinq ans, les populations de référence des années intermédiaires étant quant à elles estimées par interpolation ou extrapolation. Pour la commune, le premier recensement exhaustif entrant dans le cadre du nouveau dispositif a été réalisé en 2005.

En 2022, la commune comptait 1 008 habitants, en évolution de +1,31 % par rapport à 2016 (Bas-Rhin : +3,17 %, France hors Mayotte : +2,11 %).
| 1793 | 1800 | 1806 | 1821 | 1831 | 1836 | 1841 | 1846 | 1851 |
| ---- | ---- | ---- | ---- | ---- | ---- | ---- | ---- | ---- |
| 543  | 477  | 645  | 789  | 965  | 925  | 853  | 892  | 916  |

| 1856 | 1861 | 1866 | 1871 | 1875 | 1880 | 1885 | 1890 | 1895 |
| ---- | ---- | ---- | ---- | ---- | ---- | ---- | ---- | ---- |
| 909  | 934  | 948  | 958  | 891  | 887  | 853  | 908  | 921  |

| 1900 | 1905 | 1910 | 1921 | 1926 | 1931 | 1936 | 1946 | 1954 |
| ---- | ---- | ---- | ---- | ---- | ---- | ---- | ---- | ---- |
| 888  | 891  | 828  | 734  | 727  | 697  | 696  | 694  | 672  |

| 1962 | 1968 | 1975 | 1982 | 1990 | 1999 | 2005 | 2006 | 2010 |
| ---- | ---- | ---- | ---- | ---- | ---- | ---- | ---- | ---- |
| 716  | 705  | 630  | 649  | 643  | 728  | 848  | 855  | 931  |

| 2015 | 2020 | 2022  | - | - | - | - | - | - |
| ---- | ---- | ----- | - | - | - | - | - | - |
| 998  | 989  | 1 008 | - | - | - | - | - | - |

### Manifestations culturelles et festivités
- Marché aux puces, organisée par le Cercle Saint-Maurice, et dont la 24e édition a eu lieu le 18 juin 2023[38].

- Exposition fruitière par l'association Obstgàrde de la communauté de communes du Ried de Marckolsheim, dont la 21e édition s'est déroulée en octobre 2023[39].

- Fête « Pêche, vin nouveau et planchette » organisée par l'association de pêche[40]

- Bénédiction des chevaux, après la messe de l'Assomption[41]

### Cultes
Les fidèles catholiques font partie de la paroisse d'Artolsheim, rattachée à la communauté de paroisses Sainte-Lucie

## Culture locale et patrimoine

### Lieux et monuments
- L'église Saint-Maurice (1850).

L'église actuelle bâtie en 1850 comme le prouve la date indiquée sur le tympan du porche a sans doute été reconstruite sur l'emplacement d'une ancienne église remontant à la fin du XIVe siècle. C'est Antoine Ringeisen, architecte de Sélestat qui a établi les plans de l'église, en conservant certains éléments de la construction antérieure. :Contrairement à plusieurs villages des environs, l'église d'Artolsheim a été épargnée par les bombardements et les batailles liés à la libération du village, en janvier et février 1945[réf. nécessaire]. Au cours de son histoire, l'église a fait l'objet de plusieurs travaux de restauration, notamment en 1983 et 1998.
L'église se compose d'un vaisseau et de cinq travées qui viennent s'accoler à une tour axiale. Une sacristie vient se ranger contre le vaisseau. De larges fenêtres en plein cintre viennent éclairer harmonieusement l'intérieur de l'église. La tour est à trois niveaux.
- Les Bains d'Artolsheim.

Il s'agit d'un ancien établissement thermal construit vers 1750, situé en dehors du village, qui utilisait l'eau d'une source thermale réputée pour ses vertus curatives connues depuis le Moyen Âge et très fréquenté au XIXe siècle par les malades atteints d'affections nerveuses, rhumatismales et goutteuses
- Chapelle de la Sainte-Croix.

Il existe un lieu de pèlerinage dédié à la Sainte Croix qui se trouve au lieu-dit les Bains d'Artolsheim, La chapelle a été bénie le 10 septembre 1822 probablement à proximité d'un édifice plus ancien existant depuis le XVIIIe siècle qui était tombé en ruine. 
La chapelle est représentée par un vaisseau et deux travées. Des fenêtres en arc placées deux par deux éclairent la chapelle. La toiture est surmontée d'un pignon vers l'entrée. La chapelle a fait l'objet de travaux de restauration en 1988.
- Puits du XVIIIe siècle
- Spritzenhaus-Waschtaus (fin du XIXe siècle)
- Ancienne gare de l'ancien tramway de Strasbourg
- Blockhaus (1930)

### Galerie

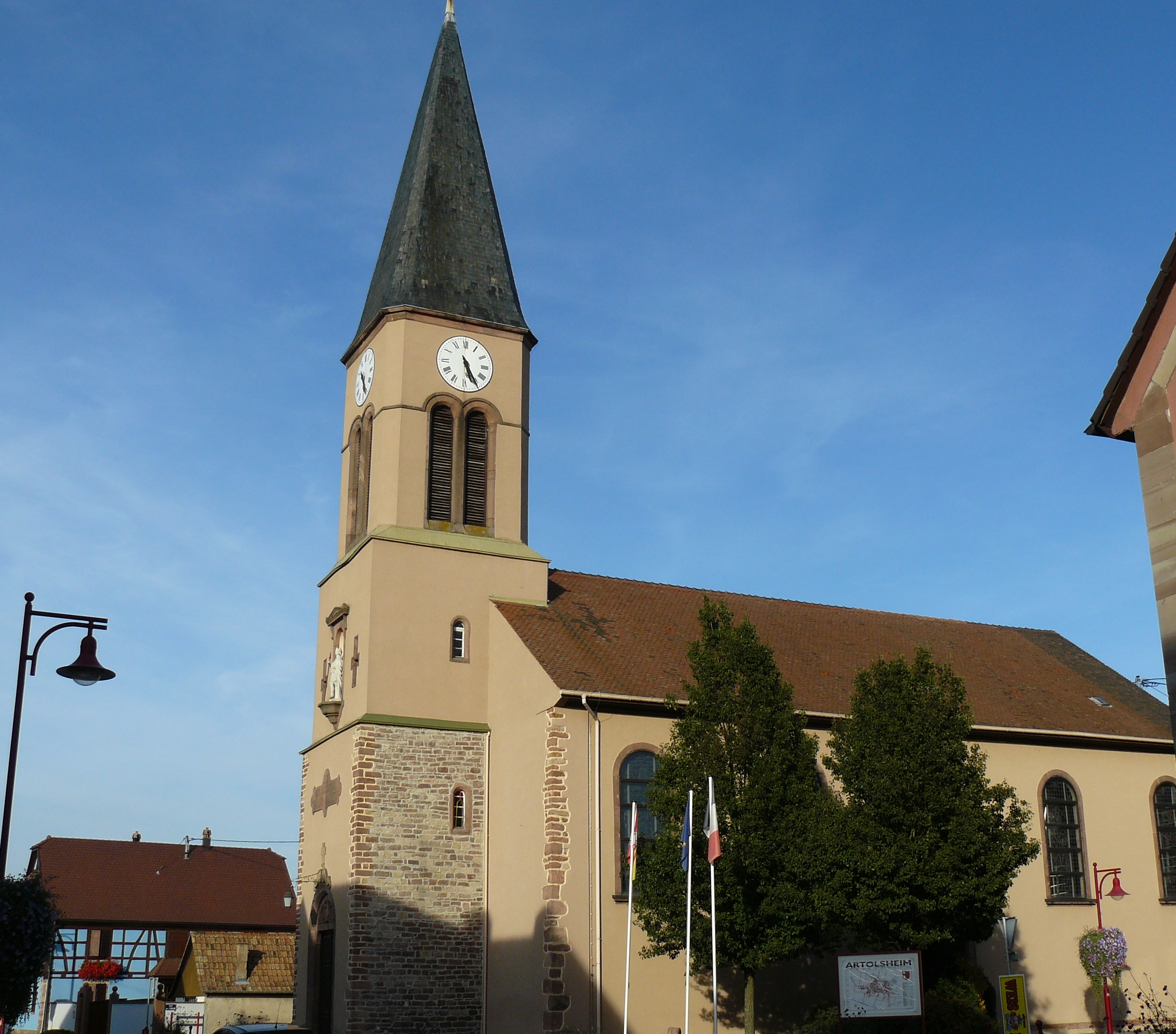
L'église catholique Saint-Maurice d'Artolsheim...
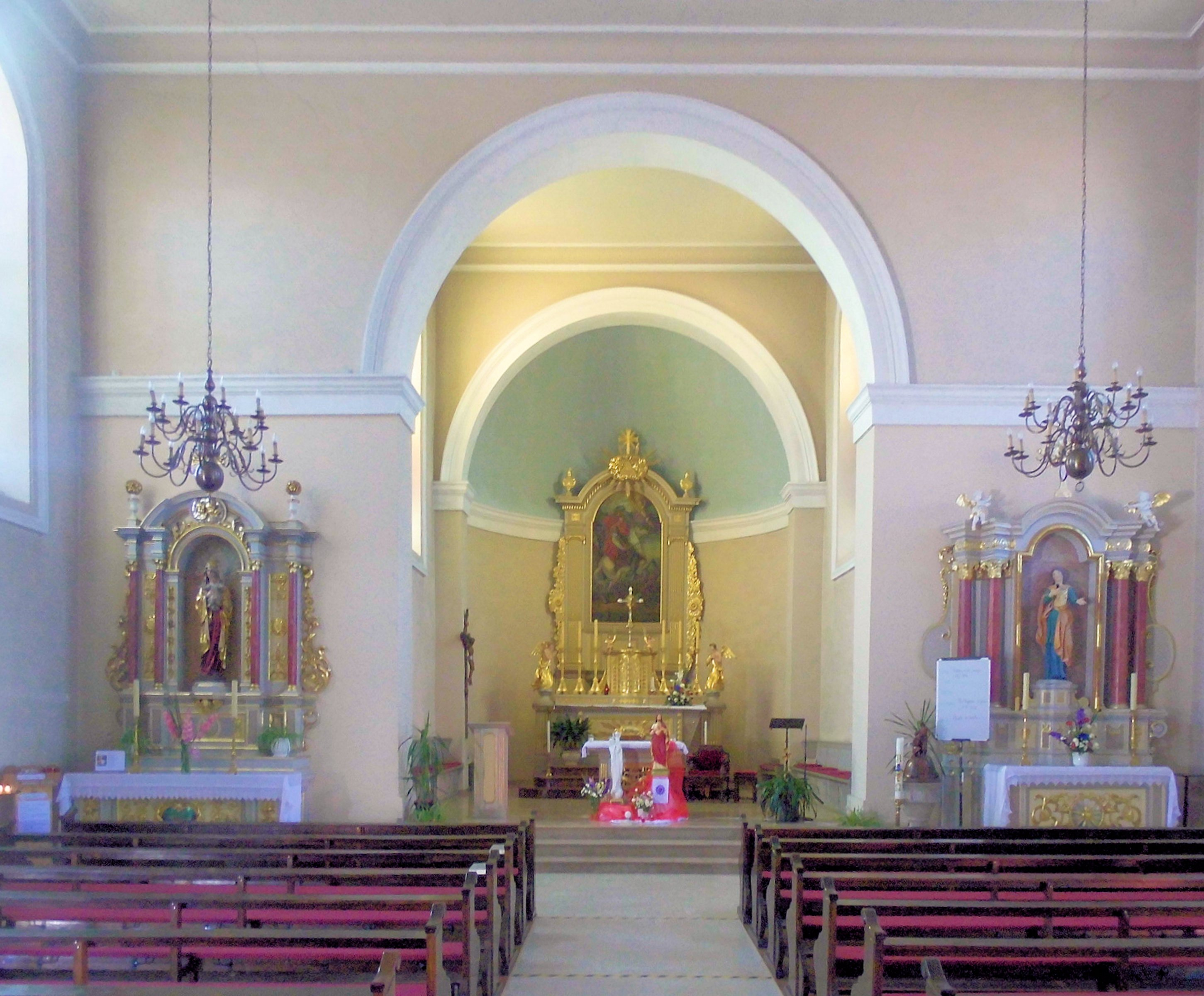
... et son chœur
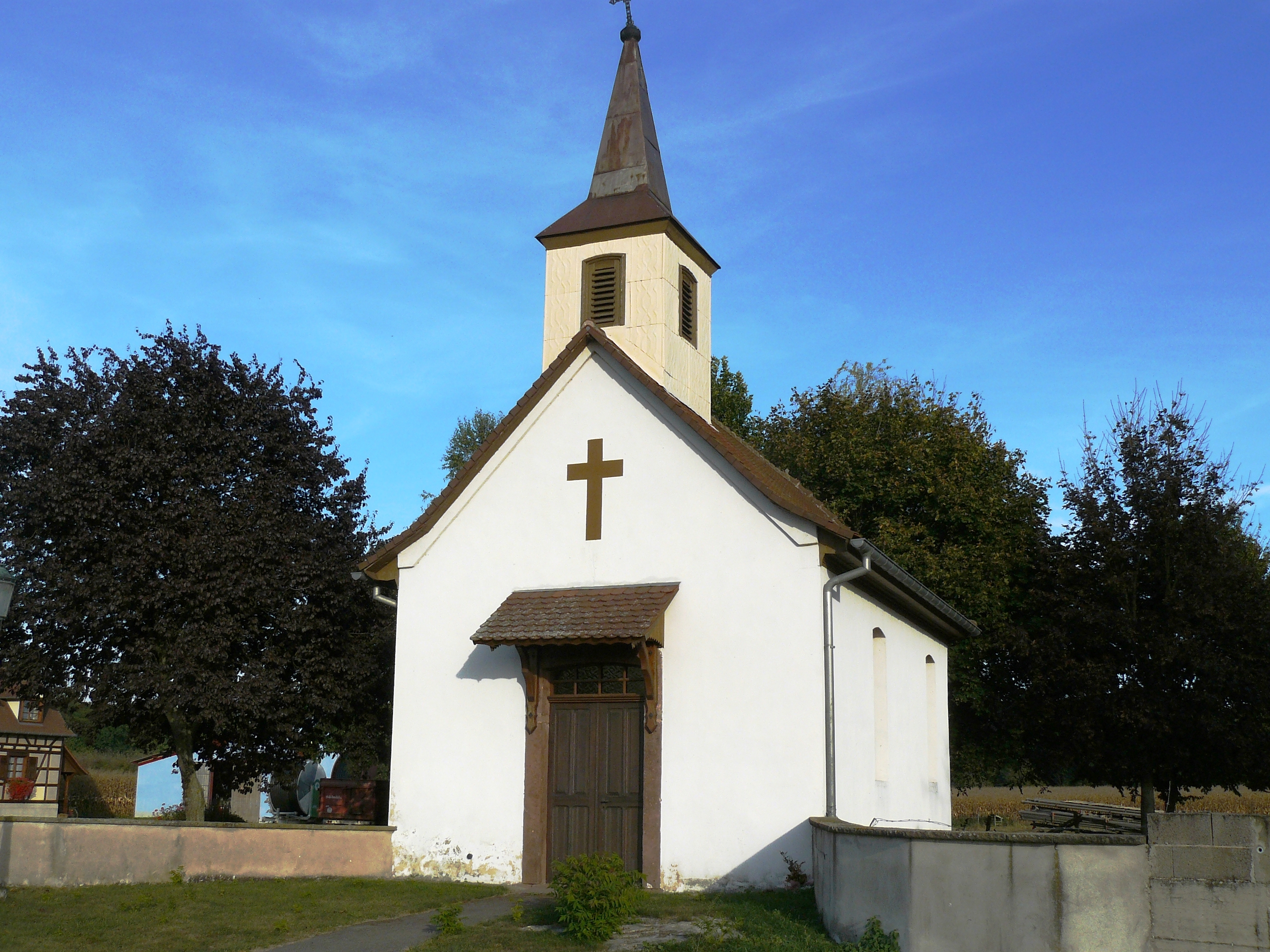
Chapelle de la Croix à Artolsheim.
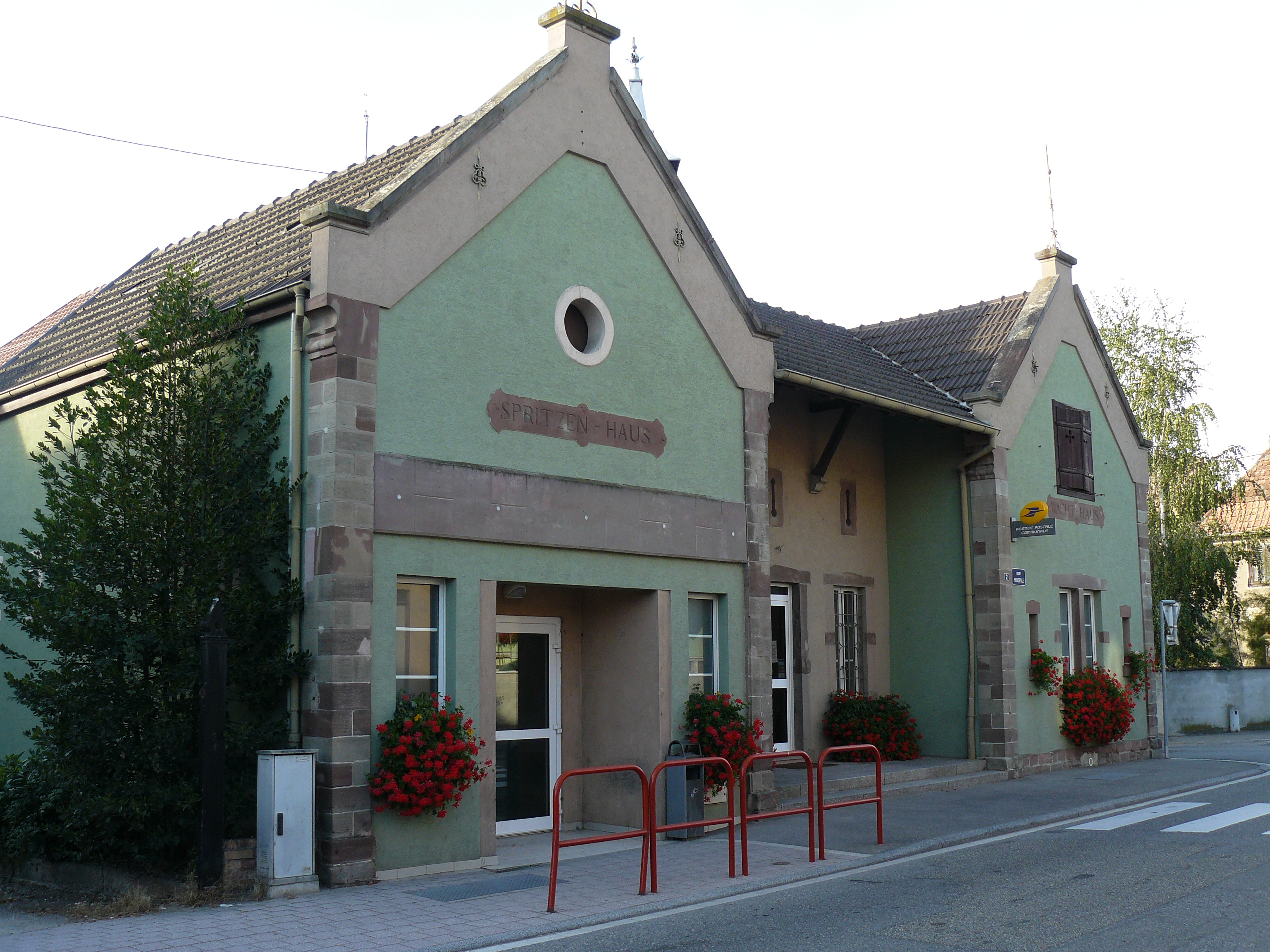
Spritzenhaus-Waschtaus (fin du XIXe siècle).

### Personnalités liées à la commune
- Thomas Seltz (1872-1959), journaliste et un homme politique français, y est né.
- Antoine Herth (1963-), député du Bas-Rhin résidant à Artolsheim.

### Héraldique
| Blason de Artolsheim | Blason  | Parti : au premier d'argent à la fasce de sinople et à la bordure de gueules, au second de gueules aux neuf macles d'or.                               |
| Blason de Artolsheim | Détails | Ce sont les armes des Rathsamhausen zum Stein (Ban de la Roche) associées à celles des Rohan-Soubise. Le statut officiel du blason reste à déterminer. |

## Pour approfondir